# Bruno Bozzetto
Bruno Bozzetto ( Milão, 3 de março de 1938) é um desenhista de animação italiano, criador de vários curtas, majoritariamente de carácter político ou satírico. Ele criou seu primeiro curta de animação "Tapum! História das armas", em 1958, quando tinha 20 anos. Seu personagem mais famoso, um homem infeliz pequeno chamado "Sr. Rossi" (Signor Rossi), tem sido destaque em diversos curtas de animação, tendo estrelado três filmes: Il signor Rossi cerca la felicità (1976), I sogni del signor Rossi (1977) e Le vacanze del signor Rossi (1978).
Em 1965, Bozzetto produziu o longa-metragem de animação: "West and Soda", uma paródia dos filmes americanos de faroeste. Em 1968, Bozzetto lançou "VIP meu irmão Superman", um subproduto do mundo dos super-heróis. No entanto, sua obra mais conhecida é provavelmente o longa-metragem de 1976 Música e Fantasia (ou "Allegro Non Troppo", uma coleção de peças curtas com música clássica, ao estilo de Fantasia da Disney, porém de natureza mais humorística, econômica na execução e com temas narrativos mais  sofisticados. Após uma longa pausa, Bozzetto produziu em 1987 um filme de ação real, "Sob o restaurante chinês", o seu último trabalho até colaborar no piloto para "Mammuk" (2002), um filme de animação situado em épocas pré-históricas.
Em 1990, viu o lançamento do "Grasshoppers" (Cavallette), indicado para o Oscar de Melhor Curta de Animação.
Em 1995, produziu um curta animado intitulado "Help?" para a série "What a Cartoon" de Hanna Barbera e, em 1996, em colaboração com a RAI e com o apoio do Cartoon (Programa de Media da União Europeia), ele criou "A Família Spaghetti", série televisiva de desenhos animados com 26 episódios.
Em 2003 foi premiado no Festival Internacional de Cinema de Bergamo, com o Prêmio de carreira  (Premio delle mura) .
Nos últimos anos Bozzetto voltou-se para criação de desenhos animados em Flash, destacando-se com o premiado "Europe and Italy" (A Europa e a Itália), um comentário espirituoso comparando atributos socioculturais da Itália com os restantes países da Europa.

## Trabahos

### Curta-metragens
- Opera (1973) [2]
- Self Service (1974)
- Striptease (1977)
- Baby Story (1978)
- Baeus (1987)
- Cavallette ("Grasshoppers") (1990)[3]
- Help? (1996)
- EU and USA (2018)

### longa-metragens
- West and Soda (1965)[4]
- The SuperVips (Vip - Mio fratello superuomo) (1968)[5]
- Il signor Rossi cerca la felicità (1976)
- Música e fantasia (Allegro non troppo) (1976)
- I sogni del signor Rossi (1977)
- Le vacanze del signor Rossi (1978)

## Premiações (lista parcial)
- Festival Internacional de Cinema de Bergamo: Prêmio pela Carreira (Premio delle mura), (2003)
- Festival de Animação de Teerão Segunda Internacional: Prêmio Especial do Júri  (“Europe and Italy”), (2001)
- Festival de Cinematográfico de Zagreb: Prêmio Especial do Júri "para a observação original da diversidade humana", (2000)
- 13º Festival Mundial de Zagreb de filmes de animação: Prêmio pelo conjunto da obra "pela contribuição excepcional e universal para o desenvolvimento da arte da animação", (1998)